# Eidgenössisches Volksmusikfest

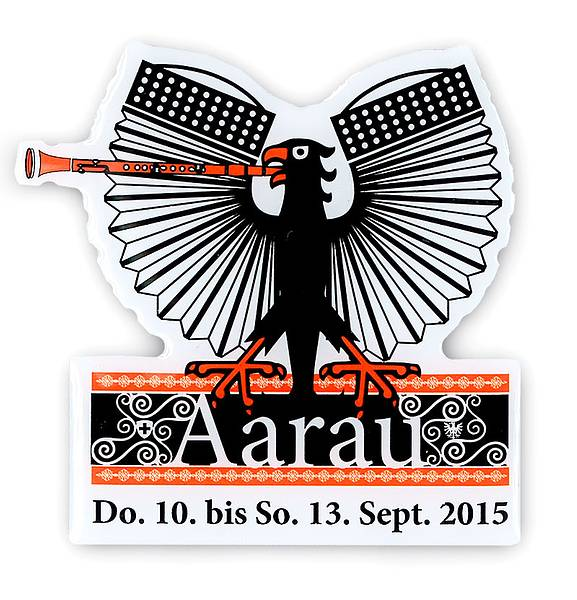
Logo Eidgenössisches Volksmusikfest 2015, Aarau

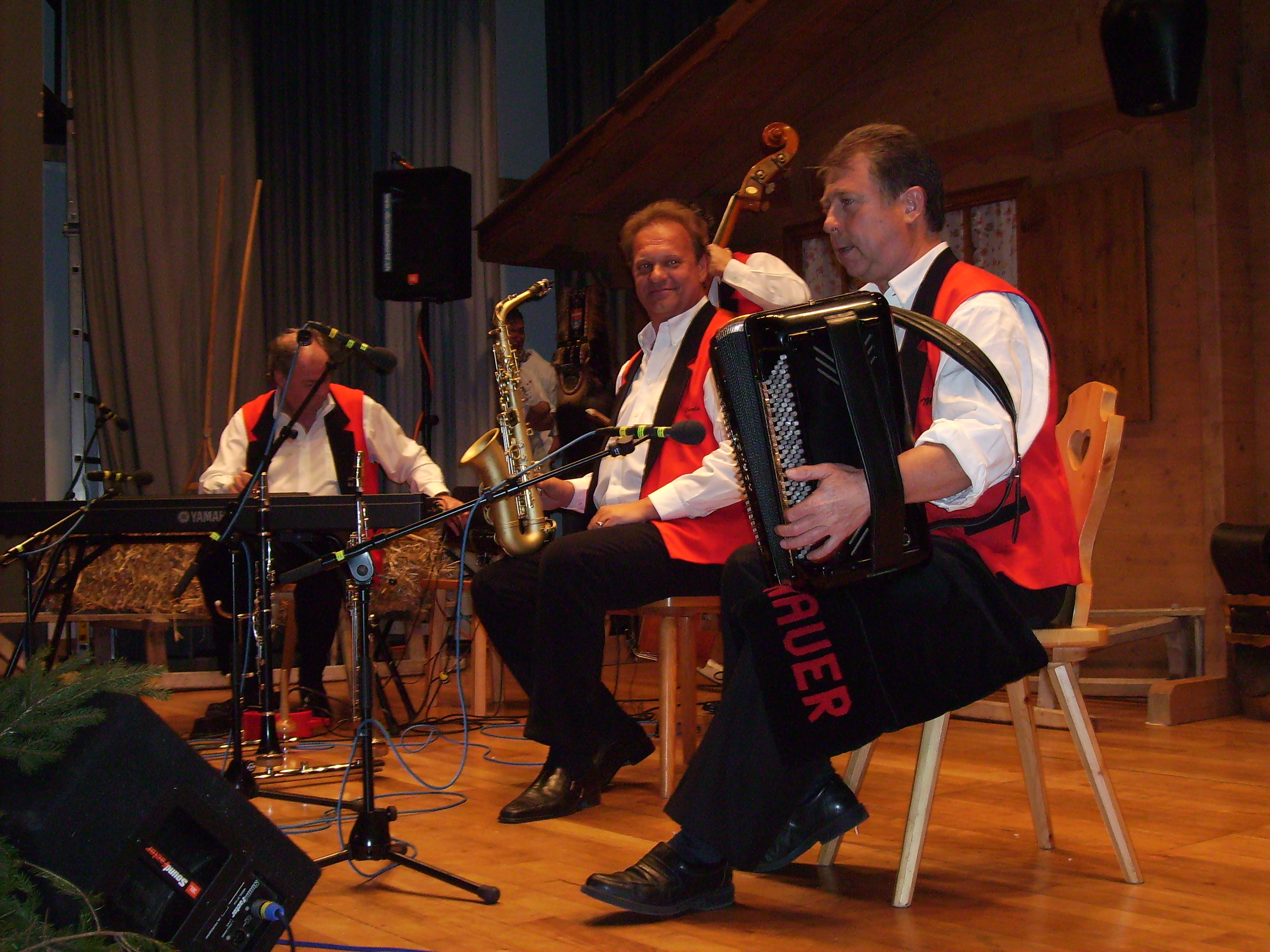
Ländlermusiktreffen

Als Eidgenössisches Volksmusikfest (bis 2007: Eidgenössisches Ländlermusikfest; französisch Fête fédérale de la musique populaire , italienisch Festa federale della musica popolare, rätoromanisch Festa federala da la musica populara) wird ein alle vier Jahre vom Verband Schweizer Volksmusik (VSV), der Dachorganisation der kantonalen und regionalen Volksmusikverbände, organisierte Eidgenössische Fest bezeichnet.

## Vorgeschichte

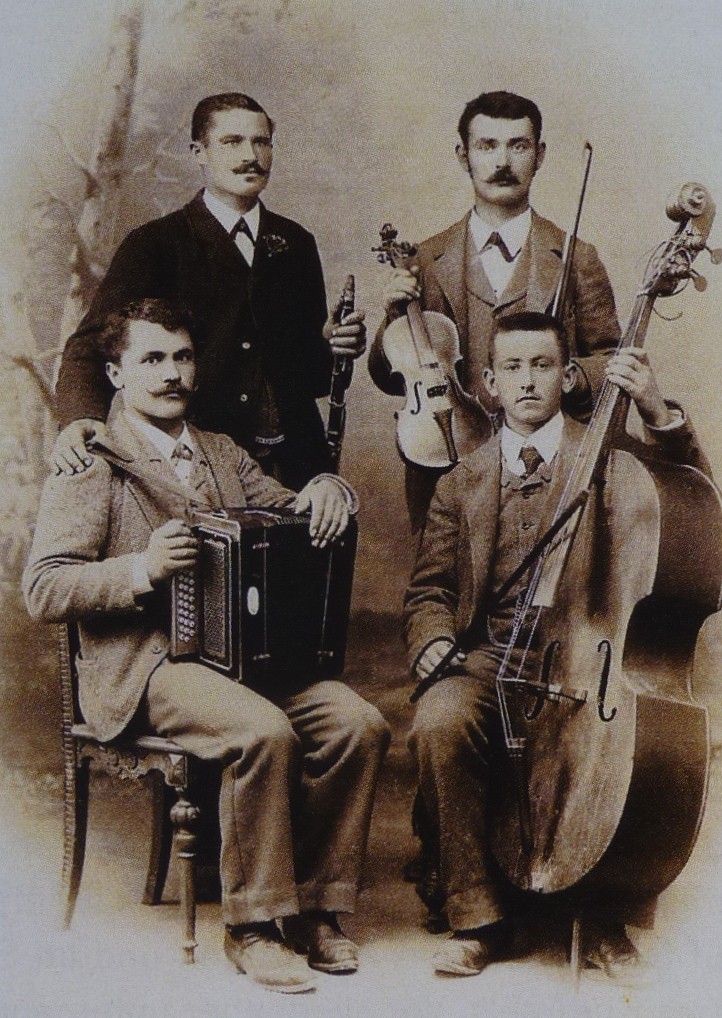
Kapelle Paul Kollegger (2. v.l.) 1899

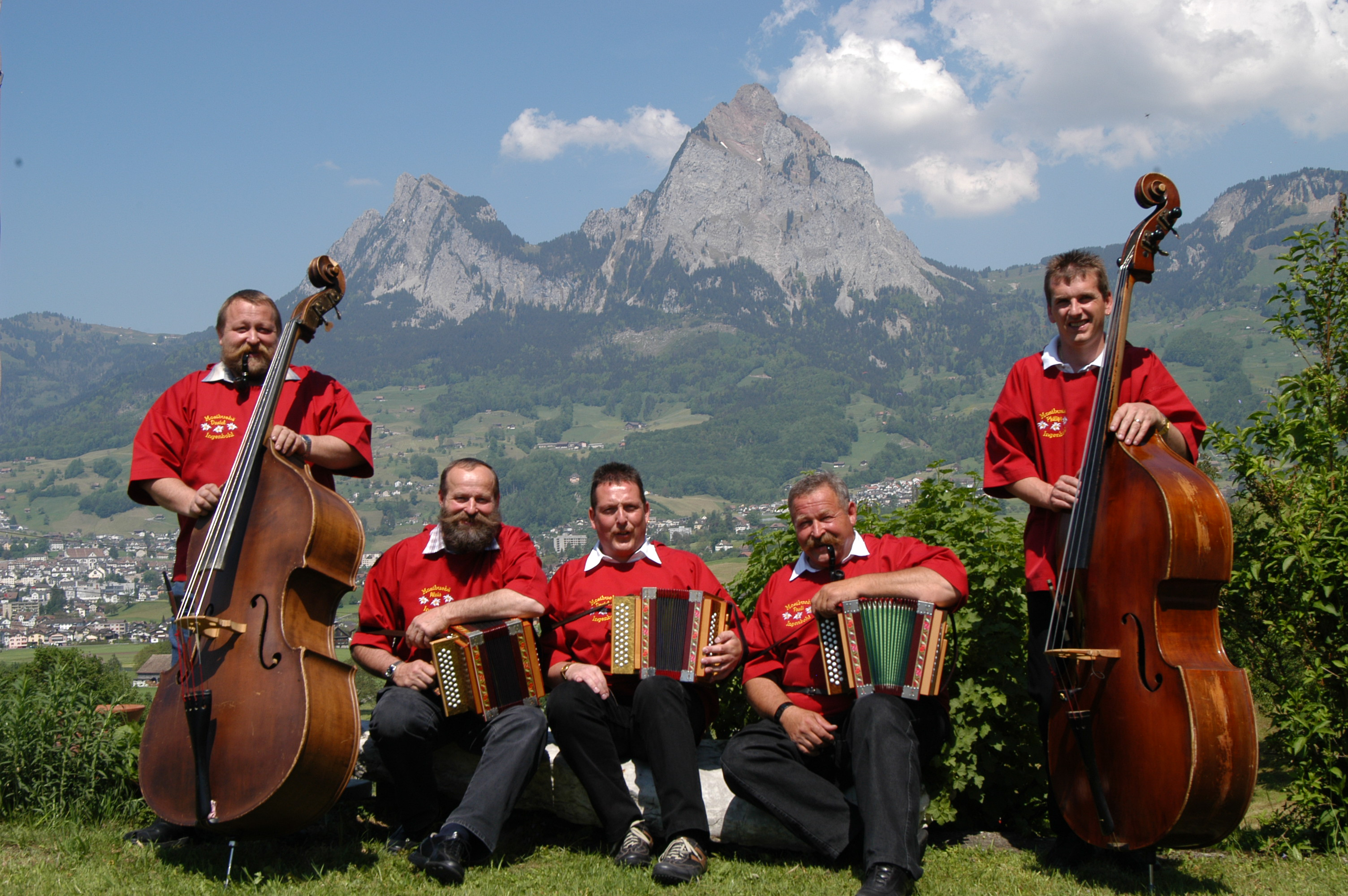
Schwyzerörgeliquartett Mosibuebä

Die historischen Formen der Volksmusik sind aus der volkstümlichen Unterhaltungsmusik und den Lärmbräuchen zur Winter-, Frühjahrs- und Osterzeit (Glocken- und Viehgeläute, Carillons, Ratschen und Klappern) hervorgegangen. Bis Ende des 19. Jahrhunderts wurde das instrumentale Solospiel (Alphorn, Hackbrett, Zither, Maultrommel, Handharmonika, Schwyzerörgeli usw.) sowie die instrumentale Volks- und Tanzmusik in Ensembles vorwiegend in bäuerlichen und dörflichen Gemeinschaften gepflegt. 
Im Rahmen der Errichtung des Bundesstaates von 1848 diente die als Ausdrucksmittel schweizerischer Eigenart und uralter Traditionen empfundene Volksmusik als Mittel zur nationalen Identitätsstiftung.
Das Volkslied, die Volksmusik und die populären Volks- und Trachtentänze wurden in der viersprachigen Schweiz durch Einflüsse aus den anderen Sprachregionen und den Nachbarländern mitgeprägt. Ländlermusik (im Volksmund auch „Hudigääggeler“) ist ursprünglich eine Form der Volksmusik in der deutschsprachigen Schweiz mit zahlreichen regionalen Stilrichtungen. Heutzutage wird Ländlermusik auch im Tessin sowie in der welschen und rätoromanischen Schweiz gespielt.

## 20. Jahrhundert
Am 24. September 1963 wurde in Sachseln der Verband Schweizer Volksmusik gegründet. Er ging aus dem 1958 gegründeten Tanz- und Unterhaltungsmusikverband TUMV Zürich-Innerschweiz hervor, dem viele bekannte Musikanten jener Zeit angehörten. Die Gründung von Regional und Kantonalverbänden erfolgte 1976. Zu den Tätigkeiten des Verbandes gehört die Pflege der Kontakte zu anderen Verbänden im Bereiche der Volkskultur, die Förderung der Aus- und Weiterbildung und die Organisation und Unterstützung von Veranstaltungen. Auf nationaler Ebene ist er Veranstalter der Eidgenössischen Volksmusikfeste und seit 1978 der Eidgenössischen Jungmusikantentreffen, die das grösste Nachwuchspodium der Schweizer Folklore sind. Er gibt die Verbandszeitschrift Schweizer Volksmusik heraus und betreibt eine eigene Internet-Homepage.

## 21. Jahrhundert
Das Eidgenössische Volksmusikfest 2011 in Chur wurde von rund 1.300 Musikanten und von über 75.000 Personen besucht, 5.000 mehr als 2007 in Stans. Am Festumzug nahmen über 40 Formationen mit total 900 Mitwirkenden aus der ganzen Schweiz teil. Das Eidgenössische Volksmuwikfest in Chur habe insbesondere durch die musikalische Qualität der Jungmusikanten gezeigt, dass es mit der Schweizer Volksmusik wieder aufwärts gehe.
Am 12. Eidgenössischen Volksmusikfest 2015 in Aarau nahmen 300 Formationen mit 1.500 Musikanten und rund 100.000 Zuschauer teil. Der Auftakt machte ein internationaler Volksmusikabend am Donnerstag. Am Sonntag zogen 1.300 Mitwirkende und 55 Gruppen im Festumzug durch die Aarauer Altstadt.

## Eidgenössische Ländlermusik- und Volksmusikfeste
- 1. Eidgenössisches Ländlermusikfest 1971 in Sargans
- 2. Eidgenössisches Ländlermusikfest 1975 in Horw
- 3. Eidgenössisches Ländlermusikfest 1979 in Winterthur
- 4. Eidgenössisches Ländlermusikfest 1983 in Interlaken
- 5. Eidgenössisches Ländlermusikfest 1987 in Martigny
- 6. Eidgenössisches Ländlermusikfest 1991 in Küssnacht am Rigi
- 7. Eidgenössisches Ländlermusikfest 1995 in Appenzell
- 8. Eidgenössisches Ländlermusikfest 1999 in Interlaken
- 9. Eidgenössisches Ländlermusikfest 2003 in Bulle
- 10. Eidgenössisches Ländlermusikfest 2007 in Stans
- 11. Eidgenössisches Volksmusikfest 2011 in Chur
- 12. Eidgenössisches Volksmusikfest 2015 in Aarau
- 13. Eidgenössisches Volksmusikfest 2019 in Crans-Montana
- 14. Eidgenössisches Volksmusikfest 2023 in Bellinzona
- 15. Eidgenössisches Volksmusikfest 2027 in Altstätten SG